# Annia Aurelia Galeria Lucilla

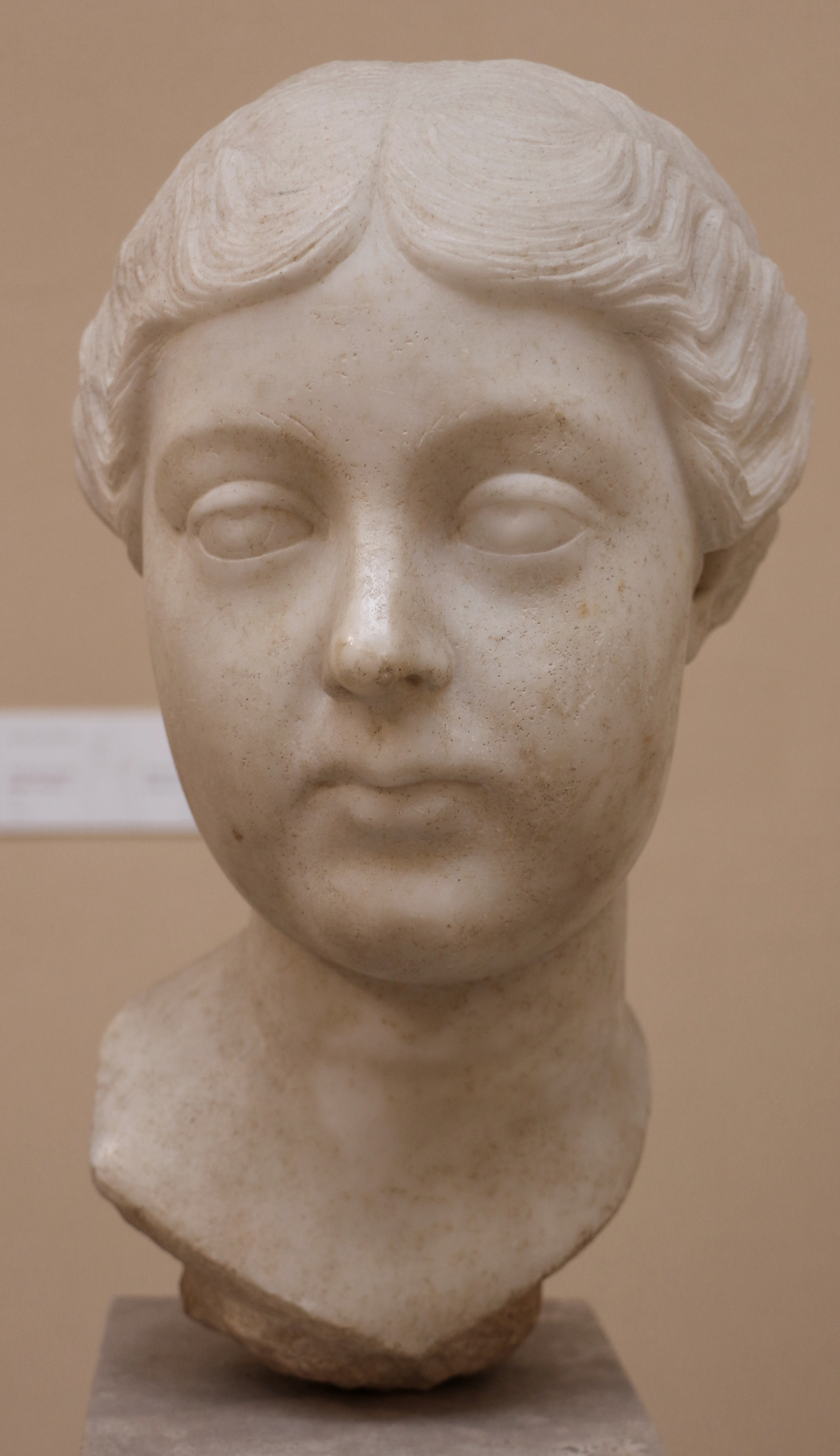
Testa di Annia Aurelia Galeria Lucilla esposta al Museo archeologico ostiense

Annia Aurelia Galeria Lucilla, o più semplicemente Lucilla (Roma, 7 marzo tra il 148 e il 150 – Capri, 182), è stata un'imperatrice romana.

## Biografia

### Fino al matrimonio

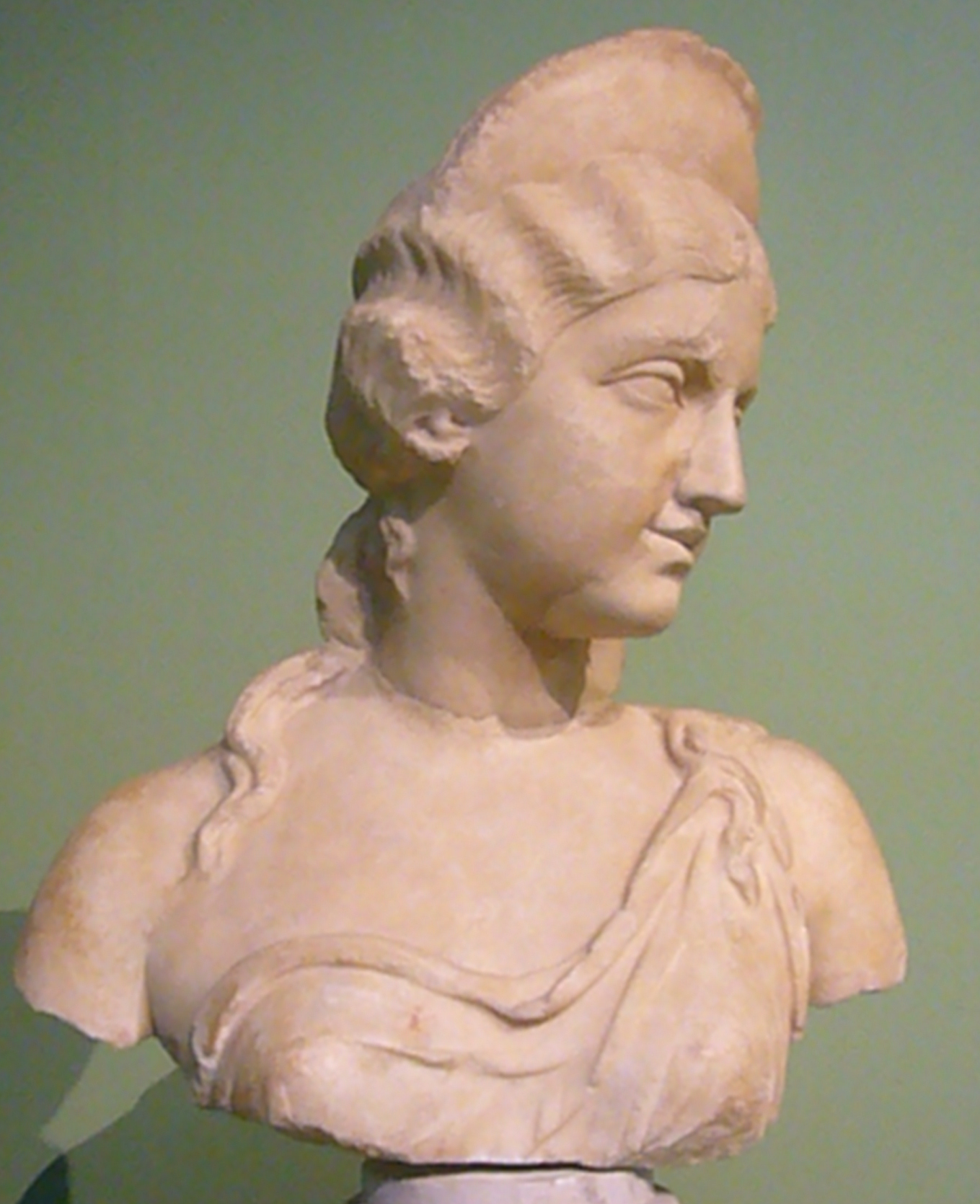
Busto di Lucilla

Nata il 7 marzo di un anno che oscilla fra 148 e 150, data più probabile, fu la seconda figlia femmina e terza tra i figli dell'imperatore romano Marco Aurelio e di sua moglie Faustina Minore, e una delle sorelle maggiori del futuro imperatore Commodo.
Nacque e crebbe a Roma, i suoi nonni materni furono l'imperatore Antonino Pio e sua moglie Faustina Maggiore, mentre quelli paterni furono Domizia Lucilla e il pretore Marco Annio Vero; Lucilla aveva un fratello gemello che morì intorno al 150 d.C.

### Augusta
Lucilla nel 161, fu promessa in sposa a Lucio Vero, che suo padre aveva associato al trono come co-imperatore, e lo sposò in Efeso nel 164. In quel periodo Marco Aurelio e Lucio Vero stavano combattendo una guerra contro i Parti in Siria. Ricevette in occasione del matrimonio il titolo di Augusta.
Lucilla diede a Lucio Vero tre figli: due femmine ed un maschio. La figlia maggiore nacque ad Antiochia nel 165 ma morì in età giovane insieme al maschio.
Lucilla fu una donna rispettabile ed influente che teneva a dar lustro del suo status. Trascorreva molto tempo a Roma mentre suo marito Lucio era nelle province per adempiere ai suoi doveri di co-regnante. Lucio morì nel 169.

### Il secondo matrimonio
Poco tempo dopo, Marco Aurelio la obbligò a sposare Tiberio Claudio Pompeiano Quintiniano, un cittadino romano nato in Siria, che fu due volte console e politicamente alleato di suo padre.
Lucilla e sua madre erano contrarie a questo matrimonio, in quanto Quintiniano era un uomo anziano e Lucilla preferiva un uomo più giovane. Lucilla, intorno al 170 diede a Quintiniano un figlio chiamato Pompeiano.
Lucilla e Quintiniano accompagnarono, nel 172, Marco Aurelio a Vienna in supporto della campagna militare del Danubio. Furono con lui fino al 17 marzo del 180, quando Marco Aurelio morì e Commodo divenne il nuovo imperatore. 
Ritornarono a Roma e ogni speranza di Lucilla di diventare nuovamente imperatrice era ormai persa.

### L'impero di Commodo e la congiura
Lucilla non era felice di vivere una vita tranquilla da privata cittadina in Roma e diventò gelosa di suo fratello e sua cognata per via del potere esercitato e degli onori a loro tributati.
Era inoltre molto preoccupata del comportamento instabile di suo fratello, senza sapere che sarebbe stato il suo stesso tradimento a portare Commodo alla follia.
Nel 182, un gruppo di membri della famiglia imperiale riuniti intorno a Lucilla - la figlia del primo matrimonio, un nipote, il proprio cugino paterno, l'ex console Marco Numidio Quadrato e la sorella di quest'ultimo Numidia Cornificia Faustina - pianificò l'assassinio di Commodo immaginando di vedere Lucilla e suo marito come nuovi governanti di Roma.
Il nipote di Quintiniano irruppe dal suo nascondiglio con un pugnale cercando di colpire Commodo. Gli disse "Qui c'è il pugnale che ti spedisce il Senato" svelando la sua intenzione prima ancora di agire. Le guardie furono più veloci di lui, fu sopraffatto e disarmato senza riuscire nemmeno a ferire l'imperatore.
Commodo ordinò la sua condanna a morte e quella di Marco Numidio Quadrato; Lucilla, sua figlia e Numidia Cornificia Faustina furono esiliate nell'isola di Capri. Un anno dopo Commodo spedì un centurione a Capri per uccidere le tre donne.

## Lucilla nella cultura di massa
Al cinema Lucilla è interpretata da Sophia Loren nel film La caduta dell'Impero romano e da Connie Nielsen nei film Il gladiatore e Il gladiatore II.

## Ascendenza
|                               |                            |                          | Genitori                           |  |  | Nonni |  |  | Bisnonni                 |  |  | Trisnonni              |  |
|                               |                            |                          |                                    |  |  |       |  |  | Console Marco Annio Vero |  |  | Marco Annio Vero Minor |  |
|                               |                            |                          |                                    |  |  |       |  |  | Console Marco Annio Vero |  |  | Marco Annio Vero Minor |  |
|                               |                            | …                        |                                    |  |  |       |  |  | Console Marco Annio Vero |  |  |                        |  |
| Pretore Marco Annio Vero      |                            |                          |                                    |  |  |       |  |  | Console Marco Annio Vero |  |  |                        |  |
|                               |                            | Rupilia Faustina         | Lucio Scribonio Rupilio Frugi Bono |  |  |       |  |  |                          |  |  |                        |  |
|                               |                            | Rupilia Faustina         | Lucio Scribonio Rupilio Frugi Bono |  |  |       |  |  |                          |  |  |                        |  |
|                               |                            | Rupilia Faustina         | Salonina Matidia                   |  |  |       |  |  |                          |  |  |                        |  |
| Marco Aurelio                 |                            | Rupilia Faustina         |                                    |  |  |       |  |  |                          |  |  |                        |  |
|                               |                            | Tullio Domizio Calvisio  | …                                  |  |  |       |  |  |                          |  |  |                        |  |
|                               |                            | Tullio Domizio Calvisio  | …                                  |  |  |       |  |  |                          |  |  |                        |  |
|                               |                            | Tullio Domizio Calvisio  | …                                  |  |  |       |  |  |                          |  |  |                        |  |
| Domizia Lucilla               |                            | Tullio Domizio Calvisio  |                                    |  |  |       |  |  |                          |  |  |                        |  |
|                               |                            | Domitia Lucilla Maggiore | …                                  |  |  |       |  |  |                          |  |  |                        |  |
|                               |                            | Domitia Lucilla Maggiore | …                                  |  |  |       |  |  |                          |  |  |                        |  |
|                               |                            | Domitia Lucilla Maggiore | …                                  |  |  |       |  |  |                          |  |  |                        |  |
| Annia Aurelia Galeria Lucilla |                            | Domitia Lucilla Maggiore |                                    |  |  |       |  |  |                          |  |  |                        |  |
|                               | Console Tito Aurelio Fulvo | …                        |                                    |  |  |       |  |  |                          |  |  |                        |  |
|                               | Console Tito Aurelio Fulvo | …                        |                                    |  |  |       |  |  |                          |  |  |                        |  |
|                               | Console Tito Aurelio Fulvo | …                        |                                    |  |  |       |  |  |                          |  |  |                        |  |
| Antonino Pio                  | Console Tito Aurelio Fulvo |                          |                                    |  |  |       |  |  |                          |  |  |                        |  |
|                               |                            | Arria Fadilla            | …                                  |  |  |       |  |  |                          |  |  |                        |  |
|                               |                            | Arria Fadilla            | …                                  |  |  |       |  |  |                          |  |  |                        |  |
|                               |                            | Arria Fadilla            | …                                  |  |  |       |  |  |                          |  |  |                        |  |
| Faustina Minore               |                            | Arria Fadilla            |                                    |  |  |       |  |  |                          |  |  |                        |  |
|                               |                            | Console Marco Annio Vero | Marco Annio Vero Minor             |  |  |       |  |  |                          |  |  |                        |  |
|                               |                            | Console Marco Annio Vero | Marco Annio Vero Minor             |  |  |       |  |  |                          |  |  |                        |  |
|                               |                            | Console Marco Annio Vero | …                                  |  |  |       |  |  |                          |  |  |                        |  |
| Faustina Maggiore             |                            | Console Marco Annio Vero |                                    |  |  |       |  |  |                          |  |  |                        |  |
|                               |                            | Rupilia Faustina         | Lucio Scribonio Rupilio Frugi Bono |  |  |       |  |  |                          |  |  |                        |  |
|                               |                            | Rupilia Faustina         | Lucio Scribonio Rupilio Frugi Bono |  |  |       |  |  |                          |  |  |                        |  |
|                               |                            | Rupilia Faustina         | Salonina Matidia                   |  |  |       |  |  |                          |  |  |                        |  |
|                               |                            | Rupilia Faustina         |                                    |  |  |       |  |  |                          |  |  |                        |  |